# ديك دي بوير
ديك دي بوير (بالهولندية: Dick de Boer)‏ هو لاعب كرة قدم هولندي، ولد في 28 ديسمبر 1948.